# Deux de couple

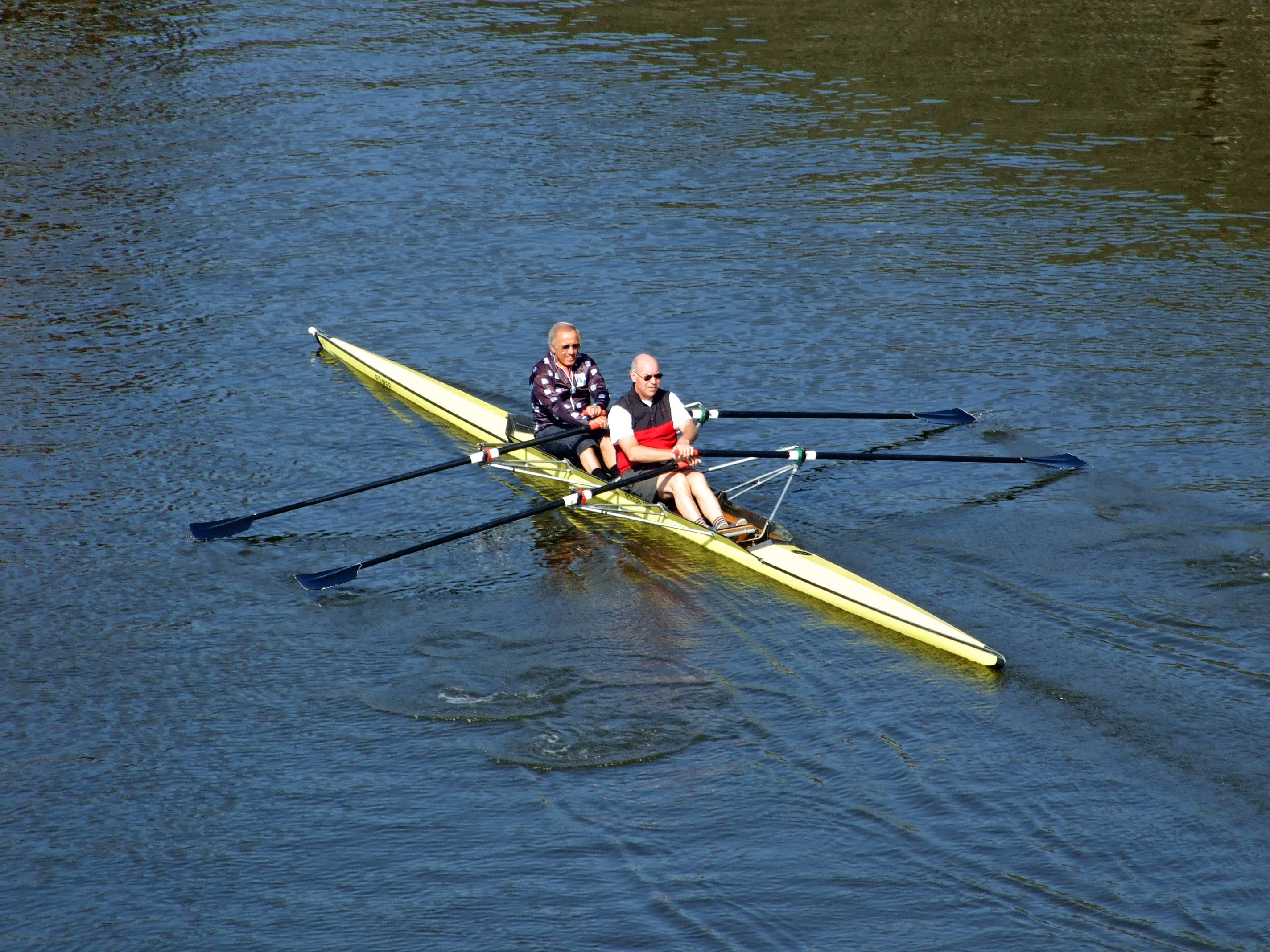

En aviron, le deux de couple, parfois appelé double-scull, est un bateau à deux rameurs où les rameurs tiennent deux rames : une bâbord rouge et une tribord verte, la verte se place à gauche, la rame tribord se place toujours au-dessus de la rame bâbord.